# YouMagic
YouMagic — сервис IP-телефонии, разработанный в 2011 году федеральным оператором дальней связи ОАО «МТТ». YouMagic позволяет звонить на фиксированные и мобильные телефонные номера мира.
Сервисом можно пользоваться с помощью онлайн приложения через личный кабинет YouMagic, а также бесплатных программных клиентов для ОС Android, Apple iOS, Windows, MacOS. Также возможно использование любых IP-телефонов с поддержкой протокола SIP.
Звонки между абонентами YouMagic осуществляются бесплатно.
Первый релиз сервиса и сайт www.youmagic.com были представлены 28 июля 2011 года. В этом же году МТТ получила 1 миллиард номеров в наднациональном коде 883.
При регистрации YouMagic абонент получает уникальный международный 15-значный телефонный номер в коде +883140 или выбирает прямой городской телефонный номер с кодами некоторых крупнейших городов России и других стран.

## Территория
Телефонные номера (на 15.04.2014 г.) предоставляются в следующих городах и странах:
Страны и города с кодами:
- Великобритания: Лондон (20)
- Израиль: Негеографические (77)
- Испания: Мадрид (91)
- Италия: Рим (06)
- Казахстан: Казахстан (771, 772)
- Канада: Торонто (647)
- Латвия: Рига (6)
- Литва: Вильнюс (5), Клайпеда (46), Каунас (3), Паневежис (45), Шяуляй (41)
- Люксембург: Люксембург (352)
- Польша: Варшава (22)
- США: Вашингтон (202), Нью-Йорк (347)
- Украина: Украина (94)
- Финляндия: Хельсинки (9)
- Франция: Париж (1)
- Чехия: Прага (2)
- Швейцария: Цюрих (43)
- Швеция: Стокгольм (8)

Города России с кодами:
- Москва (499)(495)
- Санкт-Петербург (812)
- Барнаул (3852)
- Братск (3953)
- Иркутск (3952)
- Казань (код 843)
- Калининград (4012)
- Кемерово (3842)
- Красноярск (3912)
- Нижний Новгород (831)
- Нижневартовск (3466)
- Новосибирск (383)
- Омск (3812)
- Пермь (342)
- Ростов-на-Дону (863)
- Самара (846)
- Томск (3822)
- Челябинск (351)

## Платформы, на которых работает YouMagic
Сервис YouMagic полноценно функционирует на большинстве устройств, поддерживающих SIP-протокол, в том числе ряде офисных АТС, большинстве IP-телефонов. Может использоваться на стационарных телефонах с IP-шлюзом.
Для совершения VoIP-звонков можно использовать стационарный компьютер, ноутбук, смартфон или планшет. Компания МТТ выпустила собственные приложения для операционных систем: Windows, MacOS, Google Android, Apple iOS. Кроме этого, YouMagic работает на SIP-приложениях сторонних разработчиков.
Полный набор функциональных возможностей также доступен через интернет-браузер из «личного кабинета» абонента.

## Функции
Основные функции сервиса YouMagic:
1. голосовая связь,
2. бесплатная передача текстовых сообщений (для Android-приложений).

Дополнительные функции сервиса YouMagic:
(поддерживаются не во всех приложениях)
- отображение тарифа звонка перед началом разговора;
- отображение длительности звонка во время разговора;
- поддержка аккаунтов сторонних SIP-провайдеров;
- поддержка нескольких учётных записей;
- автоматический и ручной выбор настроек качества звонка;
- автоматическое подавление шума при разговоре;
- поддержка тонального набора;
- отображение фото контакта при звонке;
- использование адресной книги смартфона;
- автоматическое отображение сетевого статуса контактов YouMagic;
- история звонков;
- громкая связь.

## История развития YouMagic
| Дата          | Событие |
| ------------- | --- |
| Июль 2011     | Появился сайт и первый релиз YouMagic. Для подключения открыта городская нумерация Москвы.                        |
| Сентябрь 2011 | К сети YouMagic подключен Санкт-Петербург, абоненты могут получить телефонный номер в коде 812.                   |
| Декабрь 2011  | Появление городской нумерации Нижнего Новгорода (код 831) в YouMagic.                                             |
| Январь 2012   | В сети YouMagic стали доступны для подключения финские номера с кодом города Хельсинки (код +358).                |
| Февраль 2012  | Выпуск первой версии приложений YouMagic для iPhone и Android (на основе разработок сторонних производителей ПО). |
| Март 2011     | Выпуск собственного приложения YouMagic для Android.                                                              |
| Март 2012     | Появление городской нумерации Казани (код 843).                                                                   |
| Март 2012     | Появление городской нумерации Екатеринбурга (код 343).                                                            |
| Апрель 2012   | Появление новых тарифных планов для Москвы и Санкт-Петербурга.                                                    |
| Май 2012      | Появление городской нумерации Калининграда (код 4012).                                                            |
| Май 2012      | Появление городской нумерации Латвии, Литвы и Эстонии.                                                            |
| Июнь 2012     | Появление городской нумерации Ростова-на-Дону (код 863).                                                          |
| Июль 2012     | Выпуск решения для малого и среднего бизнеса – независимой виртуальной АТС YouMagic.Pro.                          |
| Июль 2012     | Появление нумерации Израиля с негеографическим кодом +972 77 и городской нумерации Лондона (код +4420).           |
| Июль 2012     | Появление городской нумерации Самары.                                                                             |
| Май 2013      | Появление нумерации Испании: Мадрид (3491).                                                                       |
| Август 2013   | Появление городской нумерации Братска +7 (3953) и Иркутска +7 (3952).                                             |
| Декабрь 2013  | Появление городской нумерации Челябинска +7 (351).                                                                |
| Апрель 2014   | Появление нумерации Казахстана (771, 772).                                                                        |

## Технология
YouMagic базируется на технологии IP-телефонии, которая подробно описана в соответствующем разделе IP-телефония. Для предоставления услуг конечным пользователям YouMagic использует SIP-протокол и софтфоны как собственной разработки ОАО "МТТ", так и сторонние устройства и софтфоны, способные работать с использованием стандартных настроек SIP-протокола.

## YouMagic для бизнеса (YouMagic.Pro)
9 июля 2012 года компания МТТ выпустила решение для малого и среднего бизнеса – независимую виртуальную АТС YouMagic.Pro. Полнофункциональная виртуальная офисная АТС, обеспечивающая прием, обработку и осуществление звонков при наличии Интернет-канала.
Подключение к YouMagic.Pro и выделение городского номера одного из городов работы YouMagic производится на сайте. Базовый пакет услуг включает в себя предоставление одного городского номера на выбор, нескольких внутренних номеров и функциональность традиционной офисной АТС. Звонки между всеми номерами сотрудников бесплатны. Для осуществления звонков используются SIP-телефоны, IP-шлюзы, а также бесплатные программные клиенты на базе Windows, MacOS, Google Android, Apple iOS.

## Судебное разбирательство с Роскомнадзором
В 2012 году Роскомнадзор по Свердловской области предъявил претензии компании МТТ, связанные с тем, что согласно постановлению правительства РФ №87 от 2005 года, при предоставлении абоненту городского номера, ему должна предоставляться и выделенная абонентская линия (что невозможно технически в данной модели). МТТ попыталась оспорить несколько положений этого постановления в высшем арбитражном суде, ссылаясь на то, что они противоречат принятой в 2011 г. новой редакции Закона «О лицензировании отдельных видов деятельности» (№99-ФЗ). Однако суд с этими аргументами не согласился.